# Geogarypus minor
Geogarypus minor är en spindeldjursart som först beskrevs av Ludwig Carl Christian Koch 1873.  Geogarypus minor ingår i släktet Geogarypus och familjen Geogarypidae. Inga underarter finns listade i Catalogue of Life.